# Edmund Beaufort, 3. Duke of Somerset
Edmund Beaufort, selbsternannter 3. Duke of Somerset (* um 1439; † 6. Mai 1471 in Tewkesbury, Gloucestershire) war ein englischer Adliger und Befehlshaber aufseiten des Hauses Lancaster während der Rosenkriege. Mit seinem Tod starb das Haus Beaufort aus und alle zugehörigen Adelstitel erloschen.

## Leben

Wappen der Earls und Dukes of Somerset

Edmund Beaufort wurde um 1439 als zweiter Sohn von Edmund Beaufort, 1. Duke of Somerset und Lady Eleanor Beauchamp, Tochter von Richard Beauchamp, 13. Earl of Warwick, geboren. Nach der Schlacht von Towton 1461 floh die Familie zusammen mit anderen Anhängern des Hauses Lancaster nach Frankreich, wo Edmund zusammen mit dem jüngeren Bruder John Beaufort, Earl of Dorset, erzogen wurde. Nach der Schlacht von Hexham 1464 wurde sein ältester Bruder, Henry Beaufort, 2. Duke of Somerset, hingerichtet und seine Titel galten durch Parlamentsbeschluss (Bill of Attainder) als verwirkt. Trotzdem wurde Edmund von den Anhängern des Hauses Lancaster am 27. Februar 1471 als Duke of Somerset proklamiert.
Als Königin Margarete Frankreich verließ, um dem Kampf gegen das Haus York unter Edward IV. wieder beizutreten, kehrte auch Edmund nach England zurück. Es wird berichtet, dass er und der Earl of Devon bei Cerne Abbey in Dorset mit Königin Margarete zusammentrafen, wo sie ihr auch die Nachricht von der Niederlage von Barnet überbrachten. Gemeinsam konnten sie die Königin überzeugen, eine Armee gegen Edward aufzustellen, für die auch Edmund Truppen sammelte, mit welcher sie dann in den Westen Englands zogen. Als Edward sie allerdings mit seiner Armee einholte, noch bevor sie den Severn überqueren konnten, kam es am 4. Mai 1471 zur Schlacht von Tewkesbury.
Edmund kommandierte während der Schlacht die Vorhut der Armee von Lancaster. Nach seinem Eintrag im Dictionary of National Biography von 1901 befand sich Edmund zu Beginn der Schlacht in einer guten Ausgangsposition:
“His position was almost unassailable […], but, for some unknown reason, after the battle began he moved down from the heights and attacked Edward IV’s right flank. He was assailed by both the king and Richard, duke of Gloucester, and was soon put to flight, his conduct having practically decided the battle in favour of the Yorkists […].” (Albert Frederick Pollard: Dictionary of National Biography 1901, S. 156, deutsch: „Seine Position war fast unangreifbar […], aber aus einem unbekannten Grund kam er nach dem Beginn der Schlacht von den Höhen herunter und attackierte Edwards IV. rechte Flanke. Er wurde sowohl vom König, als auch von Richard, Duke of Gloucester angegriffen und bald in die Flucht geschlagen, so dass praktisch sein Verhalten den Kampf für die Yorkisten entschied […].“)

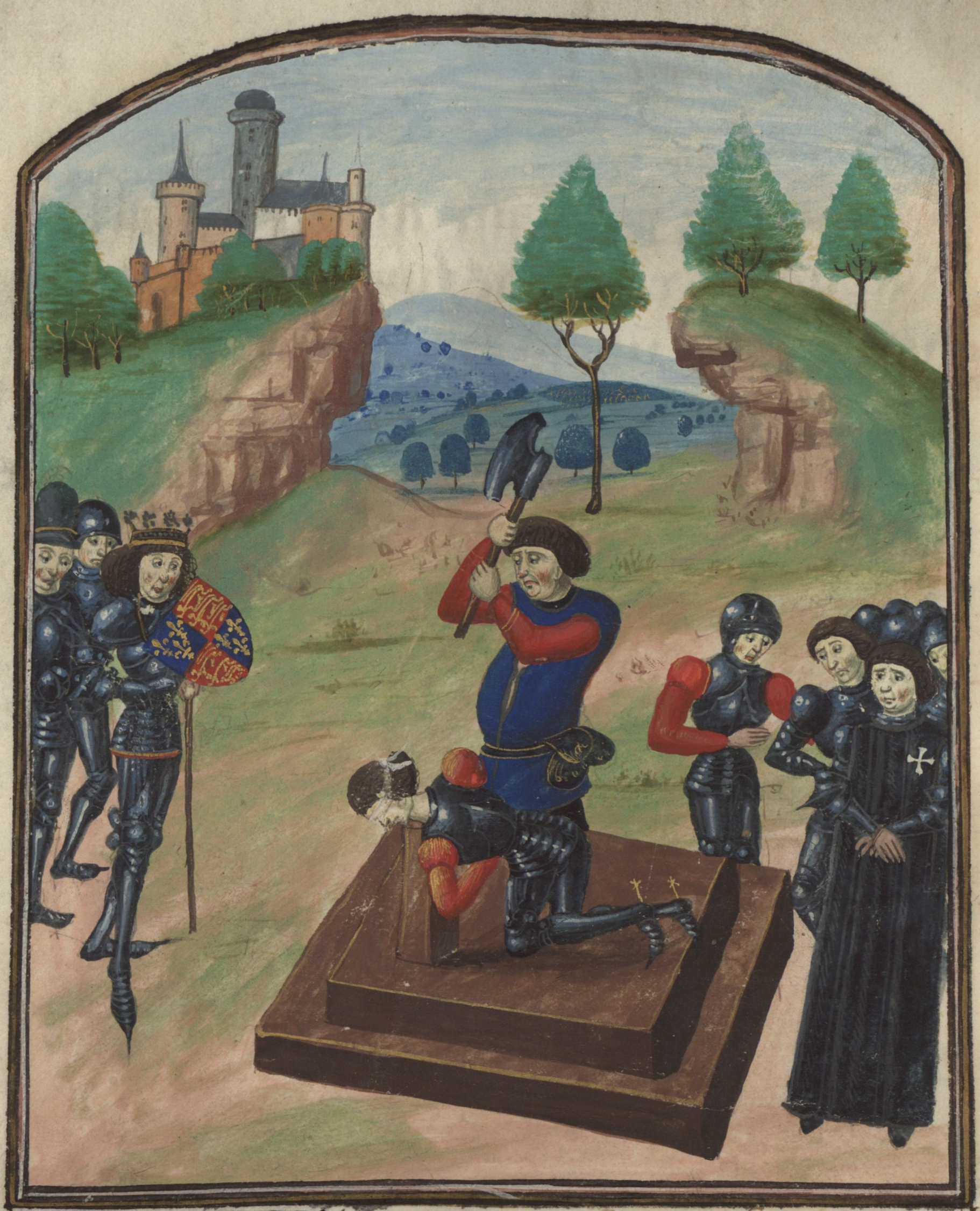
Hinrichtung von Edmund Beaufort im Jahr 1471 in Tewkesbury.

Die Schlacht stellte für das Haus Lancaster einen großen Verlust dar, da der siebzehnjährige Thronfolger Edward of Westminster genauso wie viele Gefolgsleute, unter ihnen auch der jüngere Bruder von Edmund, den Kämpfen zum Opfer fielen. Edmund selbst suchte wie viele der übrigen überlebenden Lancaster-Anhänger Schutz in der Abtei von Tewkesbury. Er wurde daraufhin gefangen genommen und zwei Tage später, am Montag, den 6. Mai 1471, zusammen mit den anderen Männern von einem Kriegsgericht kurz abgeurteilt und anschließend geköpft. Er wurde in der Abtei von Tewkesbury bestattet.
Mit seinem Tod erlosch das Haus Beaufort, da alle seine Brüder gefallen waren und er selbst nicht verheiratet war und keine Nachkommen hinterließ. Alle seine Adelstitel bzw. Anwartschaftsrechte auf aberkannte Titel erloschen mit seinem Tod.